# Tecos A
El Club Tecos UAG "A" fue un equipo de fútbol que militó en la desaparecida Primera División 'A' de México. Tiene su sede en el estadio 3 de marzo, en el municipio de Zapopan, Jalisco que forma parte de la  Zona Metropolitana de Guadalajara y eran filial del equipo Tecos de la UAG.

## Historia
El Club surge tras la necesidad de tener una filial ya que la Federación Mexicana de Fútbol, les pidió a los Clubes de primera división tener una filial en la Primera División "A". Desapareció en 2009.